# 賀陳詞
賀陳詞（1918年—1994年），湖南衡陽人，臺灣戰後時期第一代建築師及臺灣重要建築教育家之一；為交通部長賀陳旦及國立清華大學校長賀陳弘之父親。1948年隨中華民國空軍部隊來台，並於1955年起進入臺灣省立工學院（現為國立成功大學）擔任營繕組主任，同時於建築系兼課教學。1956年起正式進入建築系擔任專任教授，主要教學建築設計與近代建築史，並於1979年退休，在職期間亦曾任建築系主任和研究所所長。自國立成功大學退休後，轉至東海大學建築系擔任專任教授，除授課執業外，亦致力於建築之論述寫作，相關著作如〈中國建築的承傳問題〉；及翻譯外國文學，如肯尼斯·布萊恩·弗蘭普頓（Kenneth Frampton）之《近代建築史》。
其著名建築作品有：臺南長榮路基督教信義教會（1955）、成功大學紀念校門（1956）、臺南大同教巴哈伊中心（1957）、成功大學第三餐廳（1958）、成功大學僑生宿舍（1958）、臺南碧岳神學院（1960）、臺南延平郡王祠重建（1964）、臺南延平郡王祠鄭成功紀念館（1964）、臺南赤崁樓整修（1965）、曾文水庫管理局觀光中心（1975）及國立中山大學校園規劃方案（1980）等。

## 生平經歷
賀陳詞為湖南省衡陽縣人，是臺灣重要的建築教育家之一。賀陳詞自省立衡陽中學畢業後，1940年進入廈門大學外文系就讀，1941年轉學至國立中山大學外文系，1942年轉系至建築工程系。大學畢業後任職於長沙市政府，後於空軍第十供應大隊擔任工程官；1948年隨空軍來臺，住在嘉義白川町。1955年任聘於臺灣省立工學院（今國立成功大學），1967年赴英國及美國遊學總共將近一年研究歐洲近代建築史及英國與美國的大學建築系教育，1979年退休後轉任教東海大學，於1994年逝世。
他一生傾力於建築研究，將自身研究貢獻於建築教育。由於認為建築的領域應該擴展至環境、都市，因此1972年延請國外師資白瑾、彭定福，在成大開設都市設計、新鎮規劃等課程。為了促進臺灣建築教育發展，與臺灣建築界先進討論後，於1988年推動在國立臺灣大學成立建築與城鄉研究所。
作品量少但質精，不僅成為成大美援時期校園建築的重要推動者，也參與臺南多項建築建設，亦有專述以及多種建築翻譯作品，其專述代表為〈中國建築的承傳問題〉，翻譯代表作為弗蘭普頓的《近代建築史》。
2018年其子賀陳弘代表家屬將父親的119件建築圖稿捐給成大博物館，以保存台灣建築史重要文物。捐出的圖稿涵蓋了早年執業至1982年的相關作品，包括4張赤崁樓海神廟修繕建築圖稿、為數眾多的延平郡王祠建築手稿、藍曬圖，以及連同家具設計在內的完整鄭成功文物館圖稿。

## 作品

### 建築作品
依據賀陳詞生前所整理的手稿所載，其建築作品與方案共有十九件，大部分的作品為其於成功大學任教時之作。1950年代作品包含高雄浸信會（1952）、嘉義浸信會（1953）、臺南長榮路基督教信義教會（1955）、成功大學紀念校門 （1956）、臺南大同教巴哈伊中心（1957）、成功大學第三餐廳（1958）、成功大學僑生宿舍（1958）、臺鋁廠房（年代不詳）。
1960年代作品包含臺南碧岳神學院（1960）、臺南勝利之聲廣播電臺（1962）、臺南延平郡王祠重建（1964）、臺南延平郡王祠鄭成功紀念館（1964）、臺南赤崁樓整修（1965）、臺南天主教寶仁小學及幼稚園 （1966）、勝利工專校舍計畫案（1966）。
1970年代作品包含曾文水庫管理局觀光中心（1975）及嘉義師專學生活動中心（1975）。
1980年代作品包含國立中山大學校園規劃方案（1980）及臺北安和路自宅（1982）。

### 論述及翻譯作品
賀陳詞的論述作品包含1959年〈第三餐廳設計概述〉；1961年〈建築信箱〉；1963年〈與建築關係最密切的東西文化問題〉、〈從「建築沙漠」談起〉；1964年〈建築設計漫談〉、〈作品評介〉；1965年〈設計習作評語〉；1966年〈五十三年度三年級設計習作評語〉、〈台南市延平郡王祠及其他〉；1967年〈成功大學總配置競賽〉；1968年〈倫敦來鴻〉；1970年〈中國建築及庭院藝術遠播歐西的史實探討及其對歐西的影響〉；1971年〈在校學生設計競賽評審委員之評語〉；1972年〈建築設計新解〉、〈為解決問題而設計——評四年級習作〉；1973年〈大學圖書館的運作與建築〉；1975年〈東西建築與庭院焊接問題〉；1976年〈環境設計的層面——評四年級「高級中學設計」習作〉；1978年〈訪賀陳詞先生——談對建築教育的看法〉；1979年〈圖書館建築的程式及其他〉；1980年〈溽暑萬里行〉；1981年〈國立中山大學校園規劃報告〉；1984年《近代建築史》譯序、〈中國建築的承傳問題〉、〈打滾四十年述感〉；1985年《中國庭院及人文思想》書序；1987年〈地震後的震撼〉；1988年《概說建築》、〈建築與意識型態——奉答「評賀譯《近代建築史》」〉、〈建築與新馬克斯主義意識形態座談會〉；1990年《台灣傳統民宅及其地方性史料之研究》書序；1992年《建築理論與應用研討會論文集》書序。
翻譯作品包含弗蘭普頓之《近代建築史》。

## 建築風格
賀陳詞在廣州的中山大學接受新古典主義—布雜藝術（Style Beaux-Arts）的建築教育，但在1940年中日戰爭爆發後，對於現代主義建築論述產生濃厚興趣，並從中在現代主義論述裡發展出一套獨到的觀點。其作品風格深受布雜、密斯及中式傳統建築等影響，並融合臺灣的地域風貌，以及中國的人文風情。賀陳詞的折衷建築風格，如現代建築般地簡潔明瞭，同時又不失傳統建築的莊嚴古樸。
雖喜全盤復古之作，但也不排斥局部使用中國古典建築元素，尤其是圓形月門及綠釉花格窗，如臺南信義教會、臺南碧岳神學院、臺南鄭成功紀念館、曾文水庫管理局觀光中心及臺南勝利之聲廣播電台均曾使用。
賀陳詞的作品中除了少數仿古建築，大部分是以現代建材清水混凝土的柱樑結構外露呈現，如臺南基督教信義教會、臺南大同教巴哈伊中心、成大僑生宿舍、臺南碧岳神學院教室、臺南延平郡王祠鄭成功紀念館、臺南寶仁小學及幼稚園、臺南勝利之聲廣播電台。

## 家庭
育有五子，分別名為雋、白、旦、冉、弘，外界更常以「白蛋染紅」，諧音譬喻複姓賀陳家的其中四兄弟：長子賀陳雋、次子賀陳白留美、三子賀陳旦曾任台北市交通局長（1995-1998）、中華電信董事長（2003-2008）、交通部長（2016-2018）；四子賀陳冉曾任職於遠傳電信、新世紀資通（遠傳）法規經理，五子賀陳弘曾任行政院國科會副主委（2012-2013）及國立清華大學校長（2014-2022）。

## 外部連結
- 國家文化記憶庫 （页面存档备份，存于）